# Kvarnsten

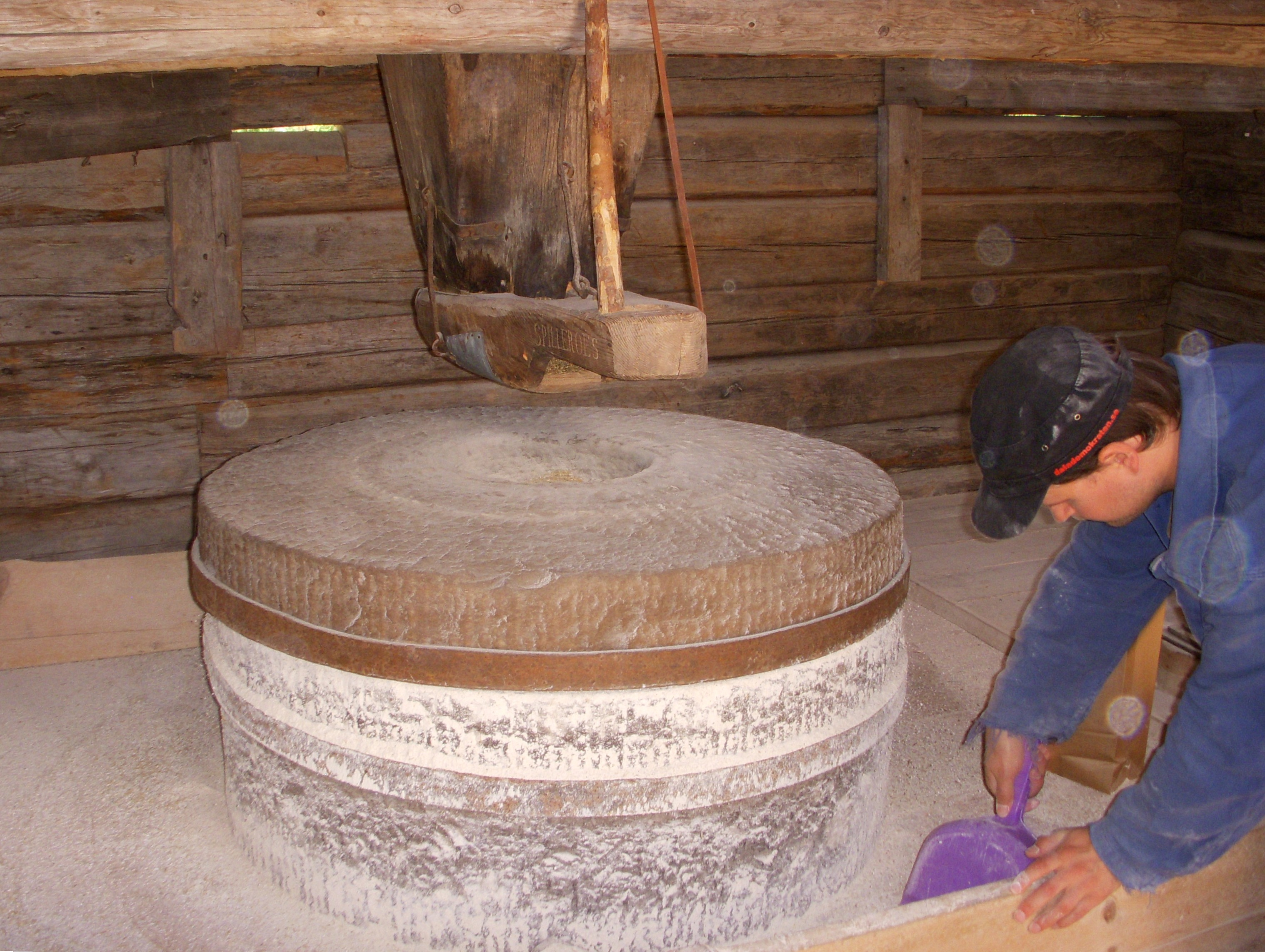
Kvarnstenar, vid "Kvarna", Dala-Floda.

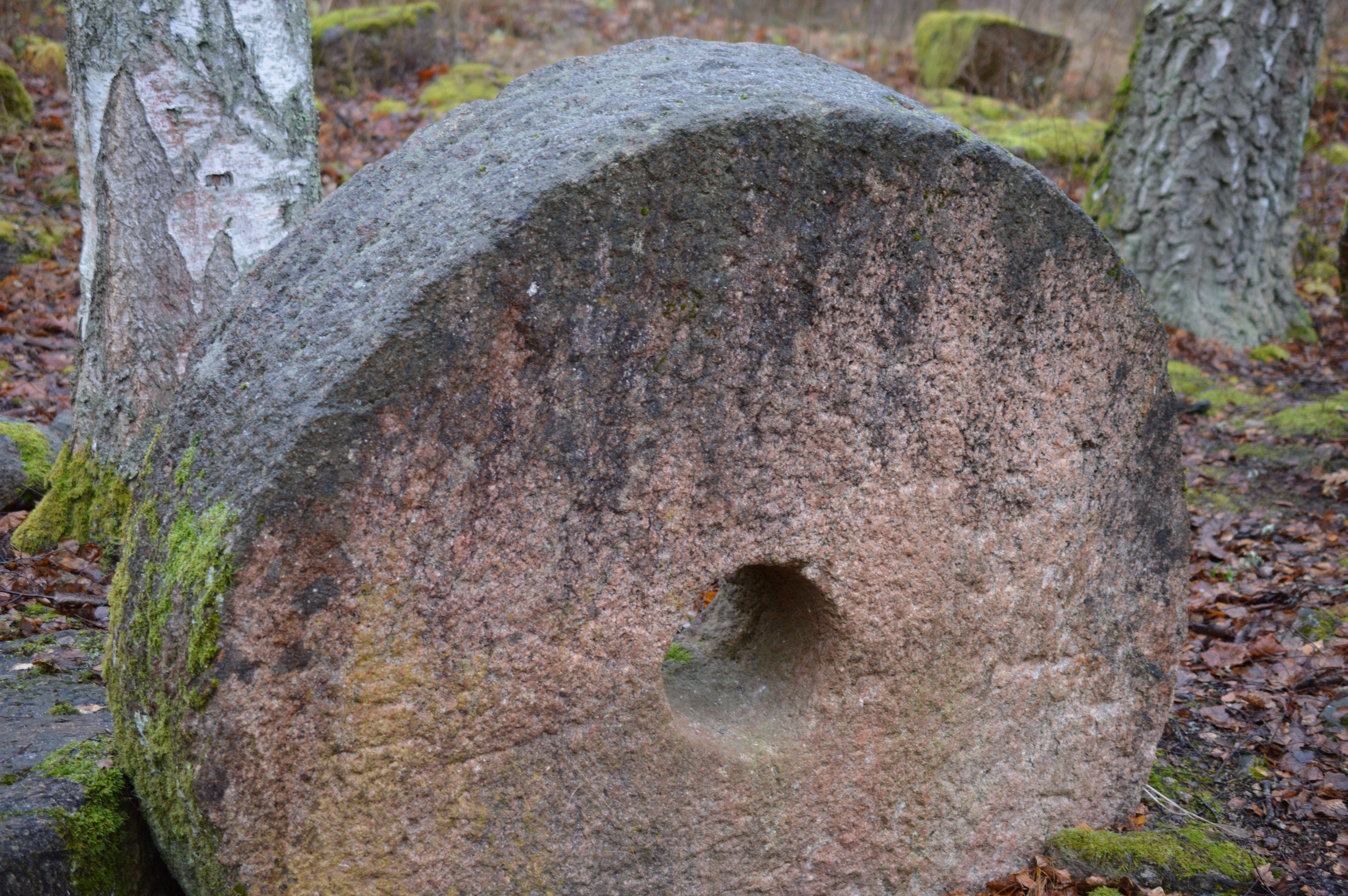
Kvarnsten från Qvarnstensgruvan Minnesfjället i Lugnås

Kvarnsten kallas två runda stenar som används i äldre kvarnar för att exempelvis mala spannmål till mjöl.
Kvarnstenar tillverkades av sandsten eller gnejs som bröts på flera platser i Sverige bland annat i Lugnås, Malung och Höör. Arbetet var tungt och slitsamt. Konstgjorda kvarnstenar tillverkades av AB Hälsingborgs Konst-Kvarnstensfabrik.
Den undre stenen ligger fast (liggare) medan den övre stenen (löparen) roterar. Den äldsta formen av kvarnstenar var gnidkvarnar, består av en urskålad liggare och en rörlig löpare som drevs manuellt. Senare utvecklades vridkvarnar med en roterande löpare som drevs med handkraft eller av husdjur, eller genom vatten- eller vindenergi (vattenkvarn, väderkvarn). Säden hälls ned genom "kvarntuten" in i "kvarnögat". Stenarna har inhuggna fördjupningar genom vilka malgodset transporteras utåt. En kvarns kapacitet beräknades på antalet kvarnstenar. En liten kvarn hade ett par (två styck) kvarnstenar medan större kvarnar kunde ha upp till tio par kvarnstenar. I moderna kvarnar sker malningen mellan stålvalsar som roterar med olika hastighet mot varann. Diametern på kvarnstenar angavs förr med måttenheten "grep" där 1 grep motsvarar 74,2 millimeter.

## Fotogalleri

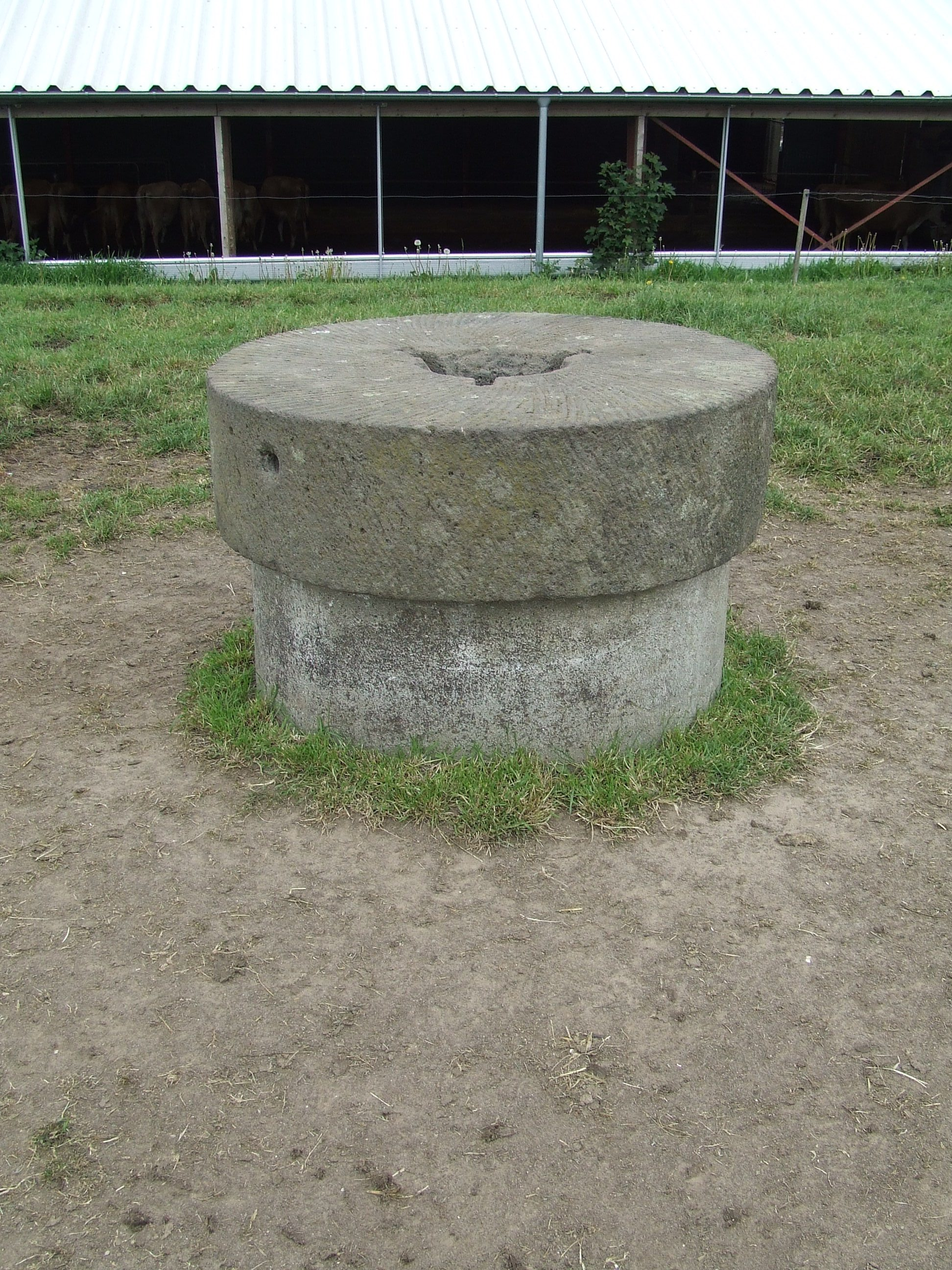
En kvarnsten på Møllehøj i Danmark
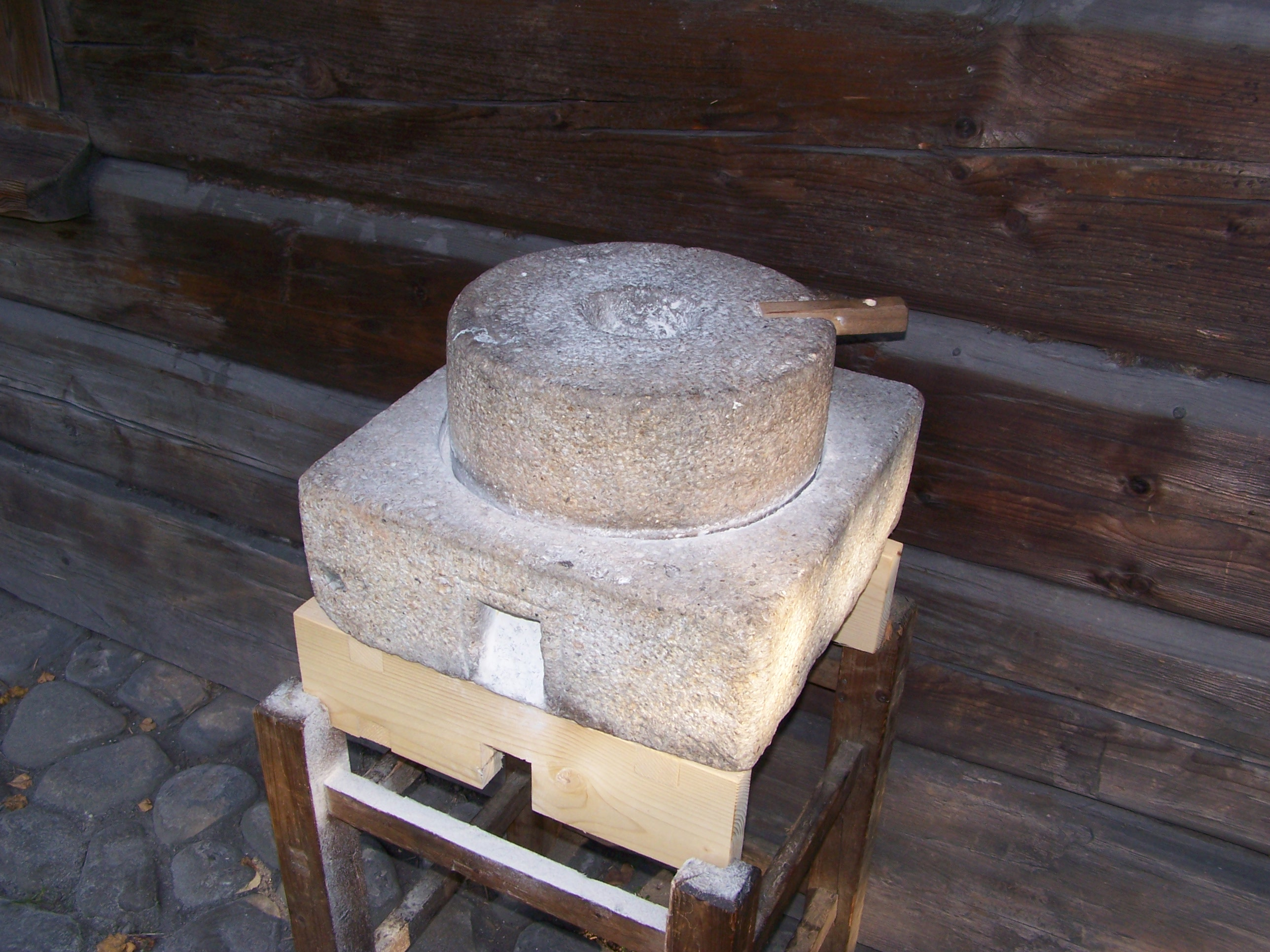
Äldre, manuellt driven kvarnsten
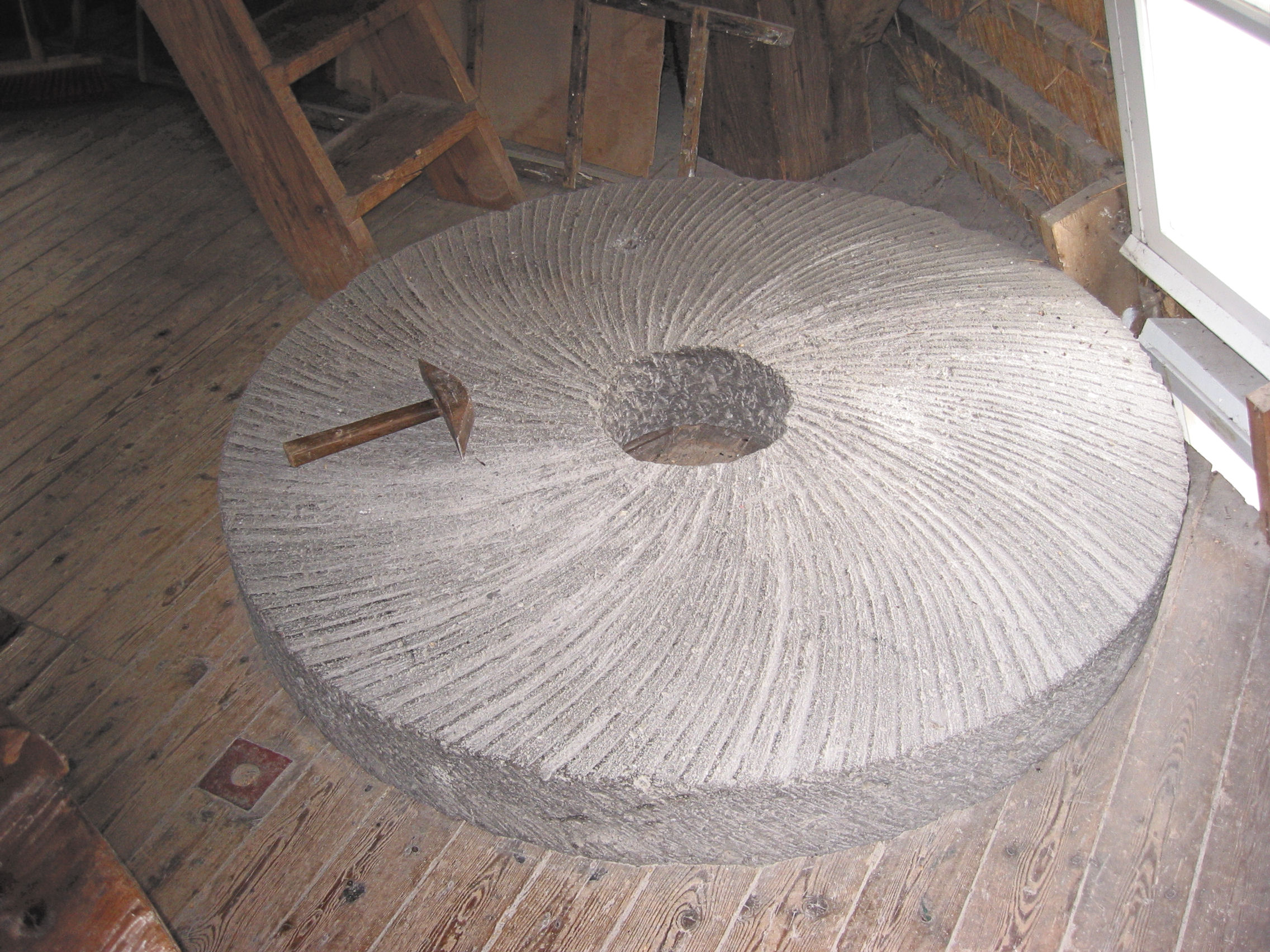
En liggare med nyhugget mönster
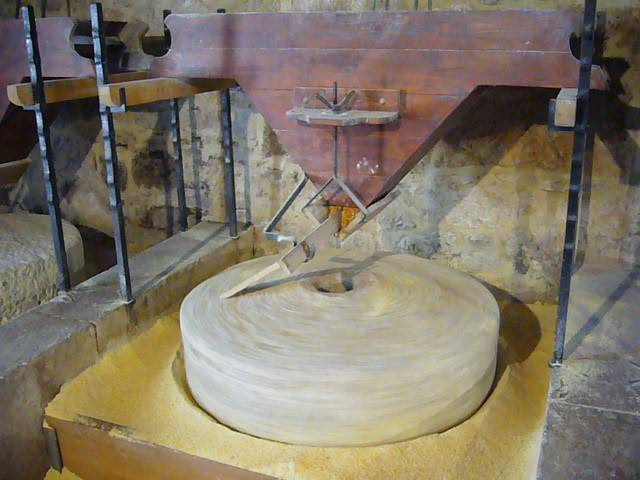
Löparen i gång
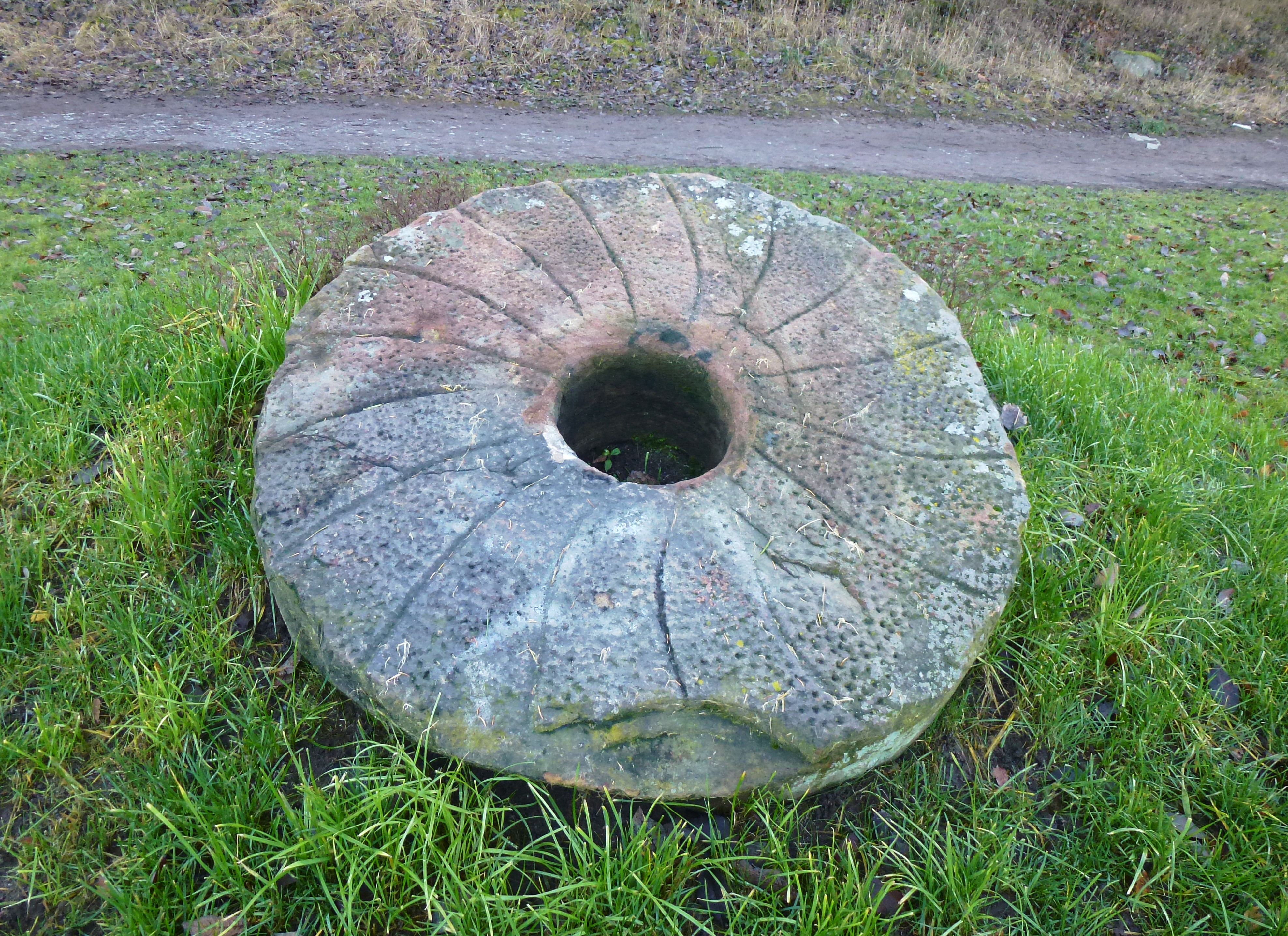
Kvarnsten från Stuvsta gårds kvarn